# گلنویل (کارولینای شمالی)
گلنویل (به انگلیسی: Glenville) شهری در ایالت کارولینای شمالی کشور ایالات متحده آمریکا است که جمعیت آن در سرشماری سال ۲۰۱۰ میلادی، ۱۱۰ نفر بوده‌است.